# 에드먼턴 국제공항
에드먼턴 국제공항은 캐나다 앨버타주 에드먼턴에 있는 국제 공항이다.

## 역사
- 1960년 11월 15일 개항.

## 운항 노선
| 항공사                | 도착지                                                                               |
| --------------------- | ------------------------------------------------------------------------------------ |
| 노던 에어             | 피스리버                                                                             |
| 노스웨스턴 에어       |                                                                                      |
| 선윙 항공             | 바라데로, 산호세델카보, 캉쿤 계절편:                                                 |
| 센트럴마운틴에어      | 하이레벨, 포트세인트존, 프린스조지                                                   |
| 스웁                  |                                                                                      |
| 에어 캐나다           | 몬트리올, 밴쿠버, 오타와, 토론토(피어슨)                                             |
| 에어캐나다 익스프레스 | 그랜디프레리, 맥머레이, 사스카툰, 샌프란시스코, 옐로우나이프, 위니펙, 캘거리, 켈로나 |
| 에어 노스             | 화이트호스                                                                           |
| 에어 트랜샛           | 계절편: 우아툴코, 캉쿤, 푸에르토 발라르타                                            |
| 웨스트제트            |                                                                                      |
| 웨스트제트 앙코르     | 그랜디프레리, 레지나, 포트맥머레이, 빅토리아, 사스카툰, 옐로우나이프, 캘거리, 켈로나 |
| 캐나디언 노스         | 옐로우나이프                                                                         |
| 플레어 항공           | 밴쿠버, 오타와, 켈로나, 토론토(피어슨)                                               |
| 델타 커넥션           | 미니애폴리스(세인트폴)                                                               |
| 알래스카 항공         | 시애틀(터코마)                                                                       |
| 유나이티드 익스프레스 | 덴버                                                                                 |
| 유나이티드 항공       | 휴스턴(인터콘티넨털)                                                                 |
| KLM                   | 계절편: 암스테르담                                                                   |
| 콘도르                | 계절편: 프랑크푸르트                                                                 |
| 아이슬란드 항공       | 계절편: 레이캬비크(케플라비크)                                                       |